# Elènia muntanyenca
L'elènia muntanyenca (Elaenia frantzii) és un ocell de la família dels tirànids (Tyrannidae).

## Hàbitat i distribució
Habita el bosc obert, clars, matolls i terres de conreu de les muntanyes al centre de Guatemala, Hondures, nord i sud-oest de Nicaragua, Costa Rica, oest de Panamà, Colòmbia i oest i nord de Veneçuela.